# Halowe Mistrzostwa Europy w Lekkoatletyce 1985 – bieg na 3000 m kobiet
Bieg na 3000 metrów kobiet – jedna z konkurencji biegowych rozgrywanych podczas halowych lekkoatletycznych mistrzostw Europy w  hali Stadion Pokoju i Przyjaźni w Pireusie. Rozegrano od razu bieg finałowy 3 marca 1985. Zwyciężyła reprezentantka Włoch Agnese Possamai, która była już mistrzynią na tym dy6stansie w 1982. Tytułu zdobytego na poprzednich mistrzostwach nie obroniła Brigitte Kraus z Republiki Federalnej Niemiec, która nie ukończyła biegu.

## Rezultaty

### Finał
Wystartowało 8 biegaczek.
Opracowano na podstawie materiału źródłowego.
| Miejsce | Zawodniczka         | Czas    |
| ------- | ------------------- | ------- |
| 1       | Agnese Possamai     |         |
| 2       | Olga Bondarienko    | 8:58,03 |
| 3       | Yvonne Murray       | 9:00,94 |
| 4       | Birgit Schmidt      | 9:06,85 |
| 5       | Eva Jurková         | 9:14,17 |
| 6       | Ľudmila Melicherová | 9:19,17 |
| 7       | Rosica Ekowa        | 9:23,24 |
| –       | Brigitte Kraus      | DNF     |